# Infernal Affairs (album Infernal)
Infernal Affairs – pierwszy studyjny album duńskiego zespołu Infernal. Wydany w 1998 roku w Danii.

## Lista utworów
1. Sorti de L'enfer [album version] – 6:22
2. Voodoo Cowboy [original mix] – 4:25
3. Kalinka [Na Storovye album mix] – 5:47
4. L'amour Est Interdit – 3:23
5. Destruction – 5:14
6. Your Crown – 5:12
7. Disc Jockey Polka – 4:28
8. Highland Fling [album version] – 6:10
9. Hammond Prince – 4:52
10. Loch Ness – 7:45

## Single
- Sorti de L'enfer
- Voodoo Cowboy
- Kalinka
- Your Crown
- Highland Fling